# Brazil labdarúgókupa
A Copa do Brasil egy brazil labdarúgó verseny, melyben a 27 állami bajnokságból 71 egyesület, a CBF rangsorában az első 10 helyezett csapat valamint és az az évi Libertadores-kupában részt vevő 6 klub szerepel. A sorozat február végétől november végéig tart, és egyenes kieséses rendszerben zajlik. Az első két fordulóban, 2 vagy több gólos vendég győzelem esetén a második mérkőzést nem játsszák le. Gólegyenlőség esetén az idegenbeli több találat dönt. A sorozat győztese részt vesz a következő évi Libertadores-kupa küzdelmeiben.

## Eddigi győztesek
| Csapat           | Győztes | Második | Győztes évek                       | Döntős évek            |
| ---------------- | ------- | ------- | ---------------------------------- | ---------------------- |
| Cruzeiro         | 6       | 2       | 1993, 1996, 2000, 2003, 2017, 2018 | 1998, 2014             |
| Grêmio           | 5       | 3       | 1989, 1994, 1997, 2001, 2016       | 1991, 1993, 1995       |
| Flamengo         | 3       | 4       | 1990, 2006, 2013                   | 1997, 2003, 2004, 2017 |
| Corinthians      | 3       | 3       | 1995, 2002, 2009                   | 2001, 2008, 2018       |
| Palmeiras        | 3       | 1       | 1998, 2012, 2015                   | 1996                   |
| Fluminense       | 1       | 2       | 2007                               | 1992, 2005             |
| Atlético Mineiro | 1       | 1       | 2014                               | 2016                   |
| Internacional    | 1       | 1       | 1992                               | 2009                   |
| Santos           | 1       | 1       | 2010                               | 2015                   |
| Sport Recife     | 1       | 1       | 2008                               | 1989                   |
| Vasco da Gama    | 1       | 1       | 2011                               | 2006                   |
| Criciúma         | 1       | 0       | 1991                               | —                      |
| Juventude        | 1       | 0       | 1999                               | —                      |
| Paulista         | 1       | 0       | 2005                               | —                      |
| Santo André      | 1       | 0       | 2004                               | —                      |

## Győztesek államonként
| Állam             | Győztes | Második |
| ----------------- | ------- | ------- |
| São Paulo         | 9       | 6       |
| Rio Grande do Sul | 7       | 4       |
| Minas Gerais      | 6       | 3       |
| Rio de Janeiro    | 5       | 7       |
| Pernambuco        | 1       | 1       |
| Santa Catarina    | 1       | 1       |

## Legjobb góllövők
| Helyezés | Nemzet | Játékos            | Gólok | Mérkőzés | Átlag |
| -------- | ------ | ------------------ | ----- | -------- | ----- |
| 1        | Brazil | Romário            | 36    | 45       | 0.80  |
| 2        | Brazil | Fred               | 35    | 39       | 0.96  |
| 3        | Brazil | Viola              | 29    | 44       | 0.65  |
| 4        | Brazil | Oséas              | 28    | 53       | 0.53  |
| 4        | Brazil | Paulo Nunes        | 28    | 58       | 0.48  |
| 6        | Brazil | Dodô               | 26    | 48       | 0.54  |
| 7        | Brazil | Luís Fabiano       | 24    | 24       | 1.00  |
| 7        | Brazil | Deivid             | 24    | 34       | 0.70  |
| 7        | Brazil | Evair              | 24    | 36       | 0.66  |
| 10       | Brazil | Gérson             | 23    | 26       | 0.88  |
| 10       | Brazil | Marcelinho Carioca | 23    | 56       | 0.41  |